# Backstage
Backstage — пятый студийный альбом американской певицы и актрисы Шер, выпущенный в июле 1968 года на лейбле Imperial Records. Этот диск стал первым провалом Шер, не попав ни в один хит-парад.

## Об альбоме
Backstage не был успешен и не содержал ни одного хита. Пластинка состояла почти полностью из кавер-версий на известные песни, и стала первой в её карьере без песен, написанных Сонни Боно.
Продюсерами вновь выступил Сонни Боно, а также Денис Прегнолато и Гарольд Баттист. Диск стал последним, выпущенным на Imperial Records. В 2007 году альбом был переиздан BGO Records на CD вместе со сборником хитом Шер Cher’s Golden Greats.

## Синглы
В 1968 году в поддержку альбома были выпущены два сингла — «The Click Song» и «Take Me for a Little While», но, несмотря на положительные отзывы критиков, оба не были коммерчески успешны. В этом же году Шер записала песни «Yours Until Tomorrow» и «The Thought of Loving You». Обе были выпущены на сингле «Yours Until Tomorrow», который также остался незамеченным.

## Список композиций
| №  | Название                  | Автор(ы)                    | Оригинальный исполнитель | Длительность |
| -- | ------------------------- | --------------------------- | ------------------------ | ------------ |
| 1. | «Go Now»                  | Ларри Бэнкс, Милтон Беннетт | Бесси Бэнкс              | 3:56         |
| 2. | «Carnival»                | Луис Бонфа, Антонио Мария   | Луис Бонфа               | 3:26         |
| 3. | «It All Adds Up Now»      | Дуг Сам                     |                          | 3:01         |
| 4. | «Reason to Believe»       | Тим Хардин                  | Тим Хардин               | 2:26         |
| 5. | «Masters of War»          | Боб Дилан                   | Боб Дилан                | 4:09         |
| 6. | «Do You Believe in Magic» | Джон Себастиан              | The Lovin’ Spoonful      | 2:36         |

| №  | Название                     | Автор(ы)                 | Оригинальный исполнитель | Длительность |
| -- | ---------------------------- | ------------------------ | ------------------------ | ------------ |
| 1. | «I Wasn’t Ready»             | Доктор Джон, Джесси Хилл |                          | 2:59         |
| 2. | «A House Is Not a Home»      | Берт Бакарак, Хэл Дэвид  | Дайон Уорвик             | 2:14         |
| 3. | «Take Me for a Little While» | Трэйд Мартин             | Трэйд Мартин             | 2:40         |
| 4. | «The Impossible Dream»       | Джо Дарион, Митч Ли      | Ричард Кайли             | 2:25         |
| 5. | «The Click Song»             | народная песня           | Мириам Макеба            | 2:53         |
| 6. | «Song Called Children»       | Боб Уэст                 |                          | 3:35         |

## Над альбомом работали
Список составлен в соответствии с информацией базы данных Discogs.
- Шер — вокал
- Сонни Боно — музыкальный продюсер, фотограф
- Гарольд Баттист[англ.] — музыкальный продюсер, аранжировщик
- Денис Прегнолато — музыкальный продюсер
- Стэн Росс — звукорежиссёр
- Вуди Вудвард — арт-директор